# Étienne Dailly
Pour les articles homonymes, voir Dailly.
Étienne Dailly, né le 4 janvier 1918 à Paris et mort le 24 décembre 1996 dans la même ville, est un juriste, financier et homme politique français.

## Biographie
Fils de Pierre Dailly, vice-président du conseil municipal du 8e arrondissement de Paris et administrateur du Crédit foncier de France, et d'Elisabeth Lefèvre-Pontalis, il est l'arrière petit-fils d'Adolphe Dailly, cofondateur du Crédit foncier de France, le petit-fils de Germain Lefèvre-Pontalis et le neveu d'André Join-Lambert.
Il suit ses études au lycée Janson-de-Sailly et à l'École des Roches, puis il sort diplômé de l'École supérieure des travaux publics de Paris.
Juriste spécialisé dans le droit des affaires, il est président de Lancia-France de 1969 à 1971, ainsi qu'administrateur de la Banque Occidentale pour l'Industrie et le Commerce de 1971 à 1981, de la Compagnie électro-financière de 1979 à 1981, de Brisa SA de 1979 à 1988, de la Générale Occidentale de 1981 à 1991, de la Compagnie occidentale forestière de 1985 à 1988, de la société Saupiquet de 1989 à 1996 et de la Compagnie française de sucrerie.
Maire de Montcourt-Fromonville de 1957 à 1965, puis de Nemours de 1965 à 1977, il est sénateur de Seine-et-Marne de 1959 à 1995 et président du conseil général de Seine-et-Marne de 1967 à 1979. Vice-président du Sénat de 1968 à 1995, il est président du Sénat par intérim du 2 avril au 24 mai 1974, Alain Poher assurant lui-même l'intérim de la présidence de la République, à la suite du décès de Georges Pompidou.
Il est resté célèbre pour avoir été, lors de son passage au Sénat, à l'origine de la loi du 2 janvier 1981, qui a créé le bordereau de cession et de nantissement de créances, communément appelé « bordereau Dailly », aujourd'hui régi par les articles L. 313-23 à L. 313-35 du Code monétaire et financier.
En mars 1986, Jacques Chirac souhaite nommer Étienne Dailly garde des Sceaux dans le gouvernement de cohabitation, mais le président de la République François Mitterrand, s'oppose à cette nomination, en s'exclamant : « La première chose qu'il aurait à y faire c'est de se mettre en prison lui-même ».
Nommé membre du Conseil constitutionnel en 1995 par René Monory, président du Sénat, il meurt l'année suivante pendant son mandat, et est remplacé par Yves Guéna. Ses obsèques se déroulent dans l'église des Invalides.
Il épouse Martine Goirand (1920-2017), la fille d'André Goirand. Son petit-fils, Pierre-Louis Dailly, a épousé la princesse Adélaïde d'Orléans, fille de Michel d’Orléans et petite-fille d'Henri d'Orléans, « comte de Paris ».

## Mandats politiques
- Sénateur de Seine-et-Marne de 1959 à 1995.
- Vice-président du Sénat de 1968 à 1995.
- Président du Sénat par intérim du 2 avril au 24 mai 1974, Alain Poher assurant lui-même l'intérim de la Présidence de la République, à la suite du décès de Georges Pompidou.
- Conseiller général du canton de Nemours de 1961 à 1979.
- Président du conseil général de Seine-et-Marne de 1967 à 1979.
- Conseiller régional d'Île-de-France de 1961 à 1973 puis de 1976 à 1982.
- Maire de Montcourt-Fromonville de 1957 à 1965.
- Maire de Nemours de 1965 à 1977.
- Conseiller municipal de Montcourt-Fromonville de 1955 à 1957.

## Décorations
- Commandeur de la Légion d'honneur[6]
- Officier de l'ordre du Mérite agricole[7]
- Croix de guerre 1939-1945 Avec palmes